# Elias von Kanitz

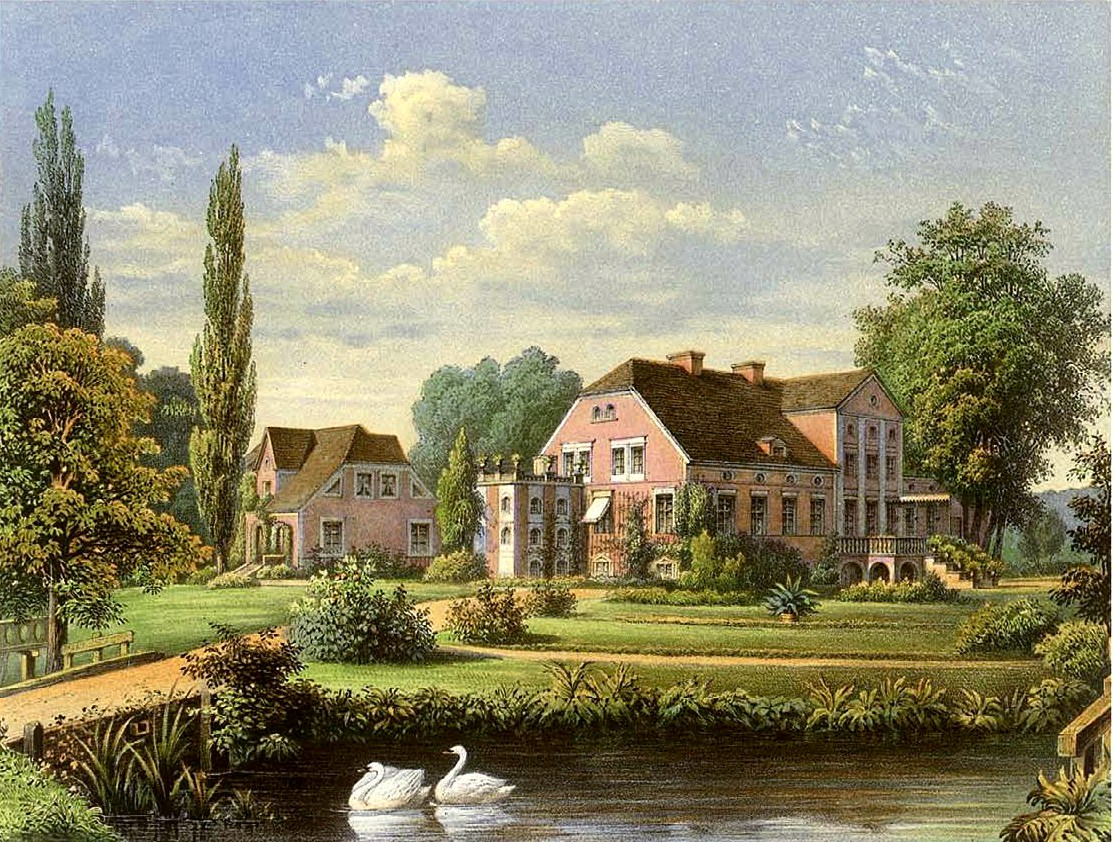
Rittergut Podangen um 1860, Sammlung Alexander Duncker

Elias von Kanitz (* 17. Oktober 1617; † 16. April 1674 auf Podangen, Lomp und Gemitten) war ein kurbrandenburgischer Obrist und Hauptmann von Balga.

## Leben
Er war der dritte Sohn von Salomon von Kanitz († 17. April 1636), Erbherr auf Mednicken, Boxinen, Dommelkeim und Wilgaiten, preußischer Landrat und Hauptmann von Barten. Seine Mutter war Maria von Packmohr († 28. Mai 1644) aus dem Haus Jagelack, mit der sein Vater seit dem 19. Juli 1615 in dritter Ehe verheiratet war.
Er war zunächst bei der Armee von Bernhard von Sachsen-Weimar. Als dieser 1639 starb, wechselte er mit der „deutschen Brigade“ in französische Dienste. Er kämpfte unter dem baltendeutschen Obersten Reinhold von Rosen mit den Marschällen Guébriant und später Turenne und nahm an der Schlachten bei Tuttlingen, Freiburg, Mergentheim und Zusmarshausen teil. Er blieb bis 1651 – zuletzt als Rittmeister – in französischen Diensten. Daraufhin kam er zurück nach Kurbrandenburg und wurde Kommandeur eines Dragonerregiments. Mit dem Regiment kämpfte er in der Schlacht bei Warschau und auf Fünen (1659).
Kanitz zog sich danach wohl aufs Land zurück und kaufte 1663 das Gut Podangen bei Wormditt. Zuvor war er bereits Hauptmann von Balga geworden.
In der Kirche von Döbern befindet sich sein Wandgrab, das 1704 von Johannes Poertzel in Königsberg geschaffen wurde.

## Familie
Er war mit Anna Margarete Finck von Finckenstein (* 1625) aus dem Haus Gilgenburg verheiratet. Das Paar hatte mehrere Kinder, darunter:
- Friedrich Wilhelm (* 10. Oktober 1656; † 22. Januar 1719) ⚭I  Sophia Barbara von Tettau (* 1664; † 1707); ⚭II Christine Auguste von Reventlow (* 1680; † 1741)
- Charlotte Sophie (* 18. November 1658; † 25. Juni 1705) ⚭ 24. Oktober 1673 Hans (Johannes) von Kreytzen (* 29. November 1643; † 8. Oktober 1712)
- Maria Elisabeth (* 1660; † 5. Mai 1738) ⚭  Christoph Reinhold Finck von Finckenstein  (1645–1705)